# Port lotniczy Béziers
Béziers Cap d’Agde Airport – międzynarodowy port lotniczy położony 11 km na południowy wschód od miasta Béziers, w rejonie Hérault. Obsługiwany jest głównie sezonowo przez loty rozkładowe i czartery. W 2014 port obsłużył ponad 244 tysięcy pasażerów. Lotnisko posiada ILS.

## Historia
W latach 2007–2008 lotnisko obsługiwało głównie krajowe połączenia do Paris-Orly oraz czarterowe do Bastii. W 2008 lotnisko stało się bazą spółki Ryanair, które uruchomiło pierwsze regularne sezonowe połączenie zagraniczne do Bristolu, a także z portów lotniczych: Londyn Luton i Londyn-Stansted.

## Kierunki lotów
| Linia lotnicza | Kierunek |
| -------------- | --- |
| Ryanair        | 1. Paryż-Beauvais 2. Bruksela-Charleroi 3. Londyn-Luton Sezonowo: 1. Bristol 2. Edynburg 3. Londyn-Stansted 4. Manchester 5. Shannon 6. Sztokholm-Arlanda 7. Weeze |